# 堀之内 (足立区)
堀之内（ほりのうち）は、東京都足立区の町名。現行行政地名は堀之内一丁目および二丁目。住居表示実施済み区域である。郵便番号は123-0874（集配局 : 足立西郵便局）。

## 地理
足立区の西部、荒川北岸に沿った町である。荒川沿いの西側が一丁目であり、東側の二丁目の3倍の面積を有するが、その大半が荒川の堤防と河川敷に占められており、人口・世帯数はどちらも同程度である。北で鹿浜および椿、東で江北、南および西で一級河川荒川を挟んだ対岸の新田と隣接する。

### 地価
住宅地の地価は、2025年（令和7年）1月1日の公示地価によれば、堀之内2-12-12の地点で24万4000円/m2となっている。

## 歴史
戦国時代、この地は「宮城堀内」と呼ばれていた。「宮城堀内」は、「宮城と堀内」と「宮城のうちの堀内」の二つの意味が考えられる。現在の宮城地区は、戦国時代にこの地を領していた豪族の宮城氏に由来すると考えられているが、宮城氏は沼田（現在の江北・小台・宮城・堀之内地区一帯）の地に屋敷を構えていたことから、「堀内」は宮城氏の館との関連性が考えられる。
江戸時代には「堀之内村」が成立していた。この堀之内村の範囲は現在の堀之内地区よりも広く、現在の椿地区や、新田三丁目の範囲を含んでいたほか、現在の鹿浜六丁目近辺に飛地が存在していた。「椿」とは、もともと堀之内村の字の一つである。
大正時代に荒川放水路が開削されたことによって、堀之内は南北に分断され、足立区の成立時に荒川放水路の南部（字に「堤外」を冠していた地域）は南堀内町、その他の地域は北堀内町となり、読み方も「ほりのうち」ではなく、「ほりうち」とされた。しかし、元々の読み方と違うため読みにくいという住民の批判があり、2年後にはそれぞれ南堀之内町、北堀之内町と改められ、旧来通り、「ほりのうち」の読ませることにした。後に住居表示が実施され、椿地区・飛地部分を除く旧北堀之内町の大部分の領域が堀之内一・二丁目とされた。

### 地名の由来
江戸時代、この地にあった「堀之内村」の名称に由来する。「堀之内」とは「堀の内側」を意味する。「堀」とは武士の館や城郭において防御のために設けられた空堀・水堀や環濠のことを指し、かつて堀之内近辺に武士が居住していたことを物語っている。

### 沿革
- 1889年5月1日 - 東京府南足立郡堀之内村が周辺の村と合併し、江北村が成立。南足立郡江北村大字堀之内となる。
- 1932年10月1日 - 南足立郡が東京市足立区となる。堀之内は、荒川放水路より北部が北堀内町、南部が南堀内町と町名が定められる。
- 1934年1月30日 - 北堀内町が北堀之内町に、南堀内町が南堀之内町にそれぞれ町名が改められる。
- 1960年4月1日 - 土地区画整理事業施行により、南堀之内町の一部が新田一-三丁目に編入される。
- 1961年2月1日 - 南堀之内町の一部が新田一-三丁目に編入される。
- 1967年8月1日 - 北堀之内町の一部に住居表示が実施され、椿一・二丁目が設置される。
- 1968年12月1日 - 北堀之内町・北鹿浜町・上沼田町の一部に住居表示が実施され、堀之内一・二丁目が設置される。同日、北堀之内町の一部に住居表示が実施され、鹿浜一・四・五丁目に編入される。
- 1969年8月1日 - 上沼田町の一部に住居表示が実施され、堀之内一丁目に編入される。同日、南堀之内町の一部に住居表示が実施され、江北二丁目に編入される。
- 1975年7月1日 - 北堀之内町の一部に住居表示が実施され、鹿浜五・六丁目、加賀一丁目に編入される。
- 1989年5月15日 - 荒川河川敷内に住居表示が実施され、北堀之内町・南堀之内町などの旧来の地名が消滅し、堀之内一丁目などの住居表示が実施された地名に編入される。

## 世帯数と人口
2025年（令和7年）1月1日現在（足立区発表）の世帯数と人口は以下の通りである。
| 丁目         | 世帯数  | 人口    |
| ------------ | ------- | ------- |
| 堀之内一丁目 | 302世帯 | 562人   |
| 堀之内二丁目 | 404世帯 | 770人   |
| 計           | 706世帯 | 1,332人 |

### 人口の変遷
国勢調査による人口の推移。
| 年                 | 人口  |
| ------------------ | ----- |
| 1995年（平成7年）  | 1,144 |
| 2000年（平成12年） | 1,052 |
| 2005年（平成17年） | 1,129 |
| 2010年（平成22年） | 1,235 |
| 2015年（平成27年） | 1,305 |
| 2020年（令和2年）  | 1,319 |

### 世帯数の変遷
国勢調査による世帯数の推移。
| 年                 | 世帯数 |
| ------------------ | ------ |
| 1995年（平成7年）  | 432    |
| 2000年（平成12年） | 435    |
| 2005年（平成17年） | 485    |
| 2010年（平成22年） | 554    |
| 2015年（平成27年） | 591    |
| 2020年（令和2年）  | 658    |

## 学区
区立小・中学校に通う場合、学区は以下の通りとなる（2023年4月時点）。なお、足立区では学校選択制度を導入しており、区内全域から選択することが可能。ただし、小学校に関しては、2018年（平成30年）度から学区域または学区域に隣接する学校のみの選択になる。
- 区域 : 一丁目、二丁目　各全域
  - 小学校 : 足立区立江北小学校
  - 中学校 : 足立区立江北桜中学校

## 産業

### 事業所
2021年（令和3年）現在の経済センサス調査による事業所数と従業員数は以下の通りである。
| 丁目         | 事業所数  | 従業員数 |
| ------------ | --------- | -------- |
| 堀之内一丁目 | 69事業所  | 1,270人  |
| 堀之内二丁目 | 73事業所  | 756人    |
| 計           | 142事業所 | 2,026人  |

### 事業者数の変遷
経済センサスによる事業所数の推移。
| 年                 | 事業者数 |
| ------------------ | -------- |
| 2016年（平成28年） | 126      |
| 2021年（令和3年）  | 142      |

### 従業員数の変遷
経済センサスによる従業員数の推移。
| 年                 | 従業員数 |
| ------------------ | -------- |
| 2016年（平成28年） | 1,694    |
| 2021年（令和3年）  | 2,026    |

## 交通

### 鉄道
町域内に鉄道路線は存在せず、鉄道駅もない。
かつて、堀之内は他の足立区西部地域の各町丁と同様に鉄道空白地帯であったが、2008年（平成20年）3月30日に日暮里・舎人ライナーが開業し、南隣の江北に江北駅が設けられた。

### 道路
- 首都高速川口線
- 東京都道107号東京川口線

## 施設
- 熊之木排水場
- 大日精化工業東京製造事業所
- 江北さくら幼稚園
- 足立堀之内公園
- 堀之内北公園
- 堀之内氷川神社
- 不動院